# آق‌بلاغ (کلبجر)
آق‌بلاغ (به لاتین: Ağbulaq) یک تقسیمات کشوری در جمهوری آذربایجان است که در شهرستان کلبجر واقع شده‌است.